# Wiesenttal
Wiesenttal – gmina targowa w Niemczech, w kraju związkowym Bawaria, w rejencji Górna Frankonia, w regionie Oberfranken-West, w powiecie Forchheim. Leży w Szwajcarii Frankońskiej nad rzeką Wiesent, przy drodze B470 i linii kolejowej Gößweinstein – Forchheim.
Gmina położona jest 18 km na północny wschód od Forchheimu, 25 km na południowy zachód od Bayreuth i 40 km na północ od Norymbergi.

## Dzielnice
W skład gminy wchodzą następujące dzielnice: 
- Bammersdorf
- Drosendorf am Eggerbach
- Drügendorf
- Götzendorf
- Kauernhofen
- Neuses an der Regnitz
- Rettern
- Schirnaidel am See
- Tiefenstürmig
- Unterstürmig
- Weigelshofen

## Polityka
Wójtem jest Helmut Taut. Rada gminy składa się z 14 członków:
|      | CSU | Środowisko Wiesenttal | Wolni Wyborcy | BG Streitberg | Młodzi Obywatele | Gminna Lista Niezrzeszonych | Razem     |
| 2002 | 3   | 2                     | 4             | 1             | 3                | 1                           | 14 miejsc |

## Zabytki i atrakcje
- jaskinia Bing
- ruiny zamku Neideck
- ruiny zamku Streitburg
- Druidenhain – hektar lasu świerkowo-bukowego z kamiennym labiryntem
- Muzeum Amonitów (Ammonitemuseum)

## Galeria

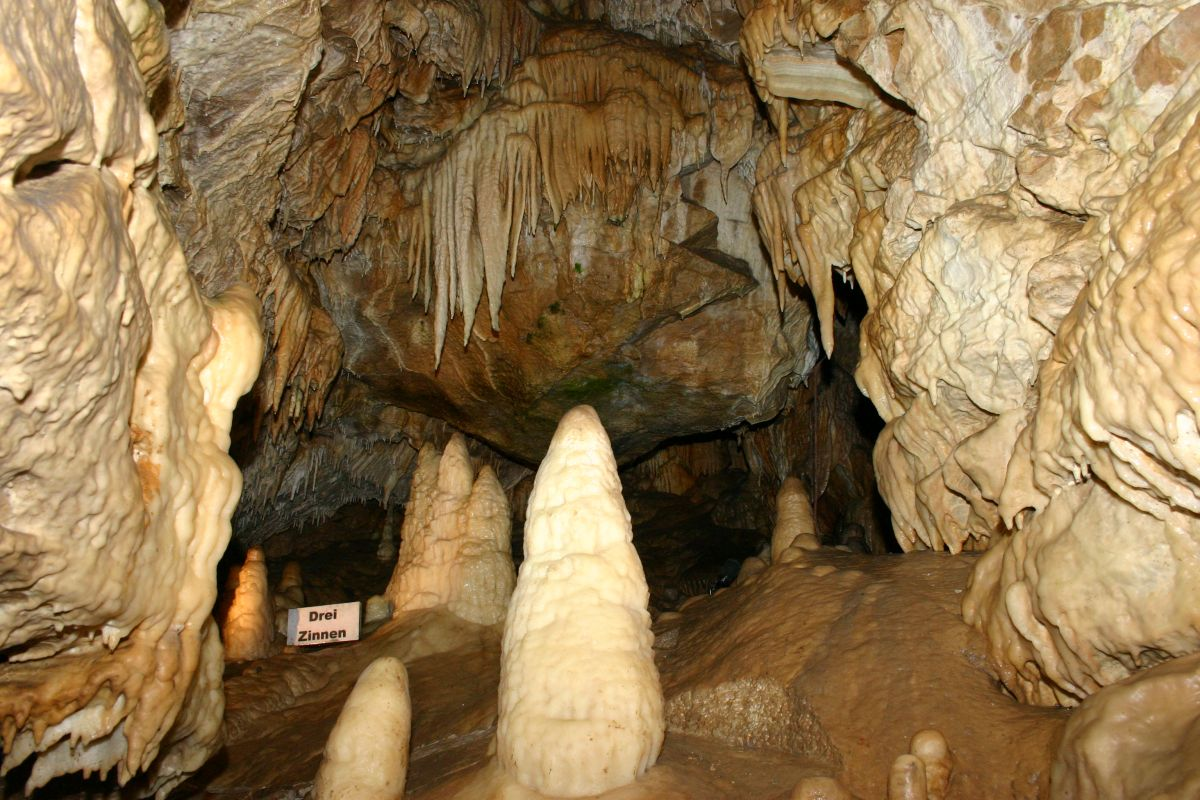
Jaskinia Bing
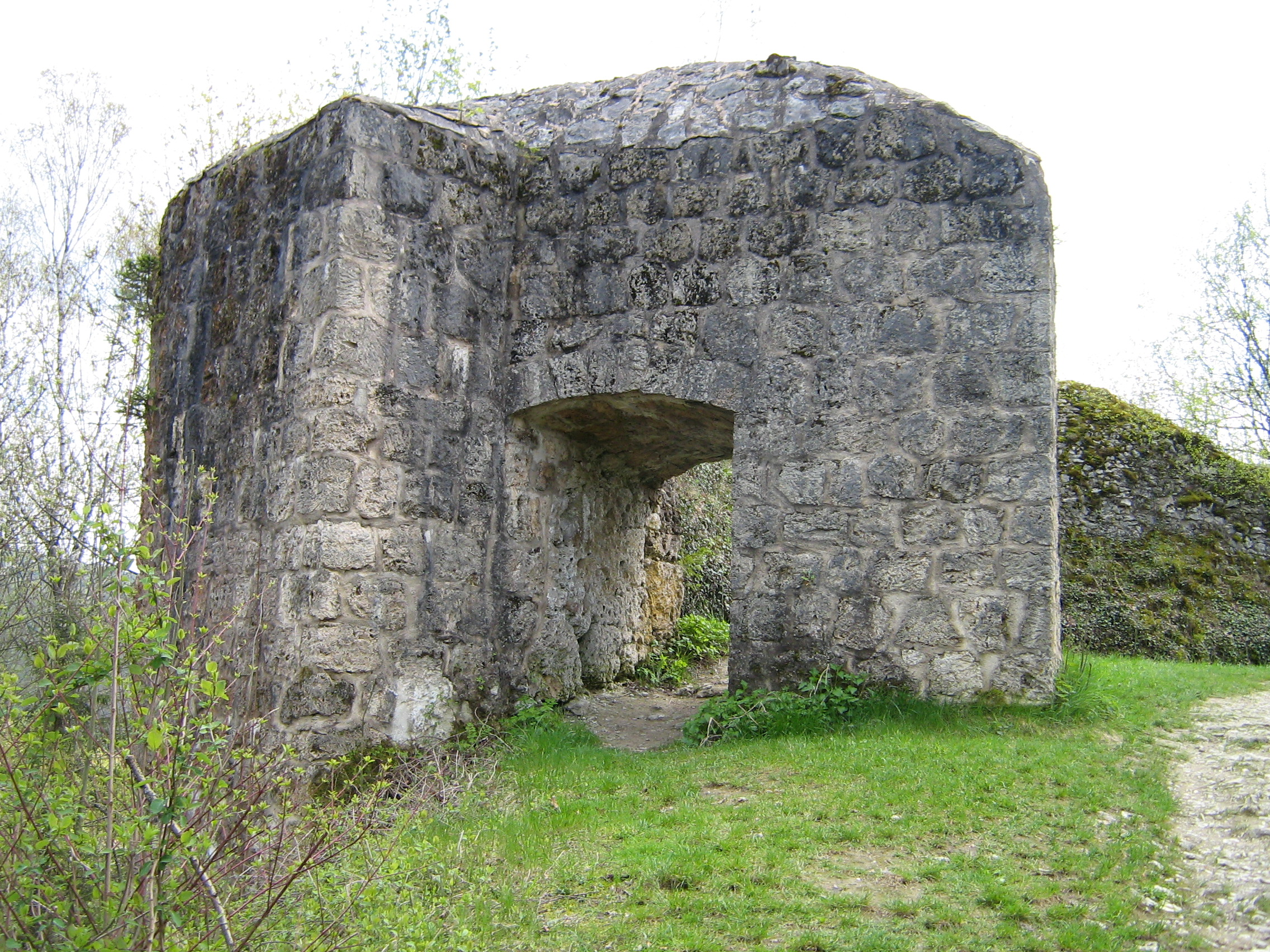
Pozostałości po murach zamku Streitburg